# ONライナー号
ONライナー号（オーエヌライナーごう）は埼玉県さいたま市大宮区の大宮駅と千葉県成田市の成田国際空港を結ぶ高速バスである。2024年4月1日以降、全面的に運休扱いとなっている。

## 概要
1989年4月28日に運行開始。鉄道では直行できなかった埼玉県の大宮駅と成田空港を結ぶ路線として開設された。愛称は「大宮 (Omiya)」と「成田 (Narita)」を結ぶことから、頭文字を取った。
開設当初は1日18往復（2015年11月時点では13往復）が設定され、供給過剰を危惧する意見もあったが、乗換えなしの利便性が好評となり、1998年12月に成田エクスプレスが大宮駅に乗り入れを開始して以降も、変わらず良好な乗車率を保っている。今日では、成田空港への空港連絡バスは東京都、千葉県以外のさまざまな地区からも多くの便数が運行されているが、その先駆けとなった路線ともいえる。

## 運行会社
大宮駅に乗り入れている3社と成田空港に乗り入れている3社がすべて参入したため、運行開始当初は6社での共同運行・運賃プール精算制であった。
なお、ジェイアールバス関東（八日市場支店が担当）は2009年3月31日の運行をもって撤退したため、現在は以下の5社により運行されている。
- 東武バスウエスト（大宮営業事務所）
- 西武バス（大宮営業所）[注 1]
- 国際興業（西浦和営業所）※2023年7月から運行支援のみ
- 京成バス（千葉営業所）
- 千葉交通（成田営業所）

## 停車停留所
- 西武バス大宮営業所
- 大宮駅西口
- 成田空港
  - 成田空港行は第2→第1→第3ターミナル、大宮（さいたま）行は第3→第2→第1ターミナルの順に停車[5]
    - 大宮駅西口では駅舎1階の専用スペースに到着し、乗客用のラウンジも設けられていたが、2009年11月末で閉鎖され、12月1日からはそごう大宮店前に新設された11番のりば発着に変更された。これに際し、運行ルート、予約方法なども変更となっている。

## 運行経路
現行（2009年12月1日以降）
西武バス大宮営業所 - 大宮駅西口 - 新都心出入口（成田空港発と大宮〈さいたま〉発の一部はさいたま新都心駅西口 - 新都心西出入口） - （首都高速埼玉新都心線・埼玉大宮線） - 美女木JCT - （首都高速5号池袋線） - 板橋JCT - （首都高速中央環状線・湾岸線） - 湾岸市川IC - （東関東自動車道） - 成田JCT - （新空港自動車道） - 新空港IC - 成田国際空港
2000年6月1日 - 2009年11月30日
さいたま新都心駅西口 - 大宮駅西口 - 新都心西出入口 - （首都高速埼玉新都心線・埼玉大宮線） - 美女木JCT - （首都高速5号池袋線） - 板橋JCT - （首都高速中央環状線・湾岸線） - 湾岸市川IC - （東関東自動車道） - 成田JCT - （新空港自動車道） - 新空港IC - 成田国際空港
1989年4月28日 - 2000年5月31日
大宮駅西口 - 岩槻IC - （東北自動車道） - 川口JCT - （首都高速川口線・中央環状線・湾岸線） - 湾岸市川IC - （東関東自動車道） - 成田JCT - （新空港自動車道） - 新空港IC - 成田国際空港
※運行ルート変更に伴って一般道区間が短くなったため、停車地が増加したにもかかわらず所要時間は変更されていない。

## 運行回数
- 1日5往復（2023年7月時点）
  - 西武2往復、東武・京成・千交各1往復

※2009年3月31日の運行をもってJRバス関東が撤退したため、同社担当分の2往復が減便となり、翌日以降6社18往復体制から5社16往復体制になった。同年12月1日のダイヤ改正により京成担当便のうち、大宮（さいたま）行1本が減便され15.5往復となった。さらに2015年11月1日のダイヤ改正で13往復に減便された。

## 歴史

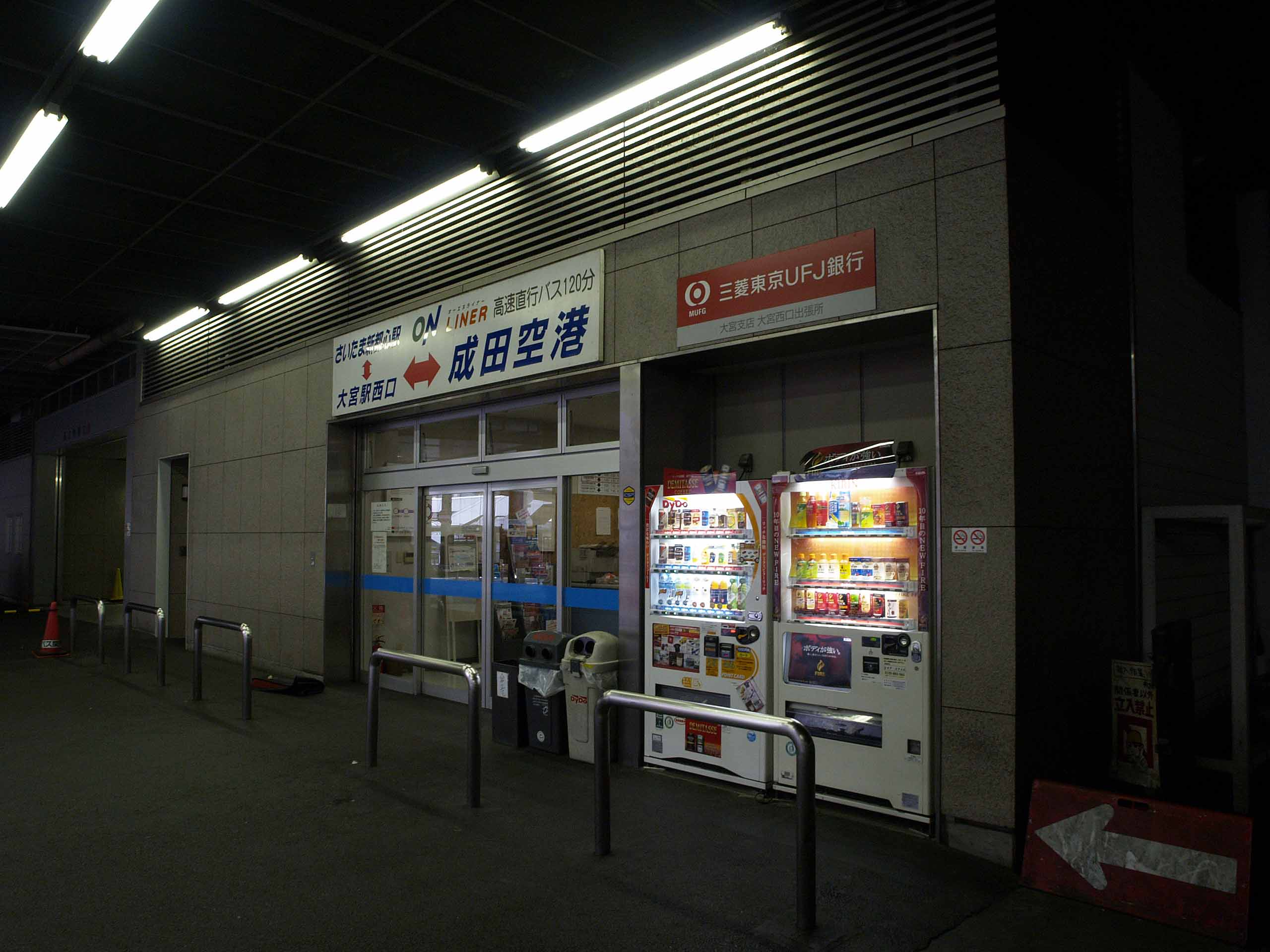
大宮駅に設置されていたONライナー号待合所

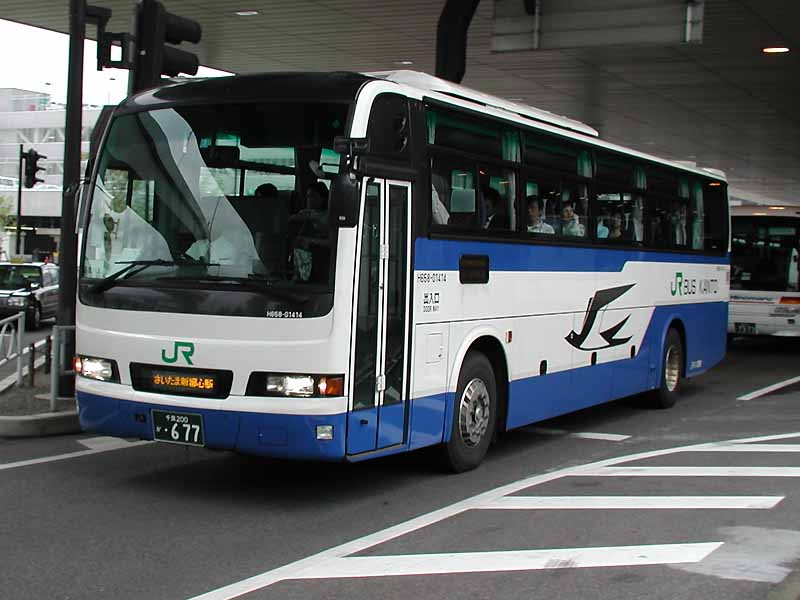
ONライナー号（JRバス関東運行当時の画像） H658-01414

- 1989年4月28日：大宮駅西口 - 成田空港間で運行開始[3]。1日18往復で、東武・京成・千交が各4往復、西武・国際・JRバス関東が各2往復を担当[3]。
- 1992年12月：成田空港第1・第2旅客ターミナル（第2→第1の順で停車）発着となる。
- 2000年5月1日：ルート変更を実施し、さいたま新都心駅西口発着となる[6]。
- 2009年
  - 4月1日：前日の運行をもってJRバス関東が共同運行から撤退した為、同社が担当していた2往復が減便され、18往復から16往復になる。
  - 12月1日：ダイヤ改正実施。京成担当便のうち、大宮（さいたま）行1本が減便され15.5往復となる。同時に大宮側の起終点を西武バス大宮営業所まで延長するルート変更を実施。また、同年3月31日でJRバス関東が共同運行から撤退した事により、駅前にあった従来の大宮駅西口乗り場が利用できなくなったため（JRの敷地であるため）、乗り場をそごう前に移転（西口11番乗り場）。さらに、大宮（さいたま）発のさいたま新都心駅西口経由便を早朝3便のみに縮小（成田空港発は、全便さいたま新都心駅西口を経由）。
- 2014年3月18日：ICカード利用開始。成田行は東武・西武・国際便のみ利用可能で、京成・千交便は利用不可。ただし、大宮（さいたま）行は全便で利用可能。
- 2015年
  - 4月8日：成田空港第3旅客ターミナルの供用開始に伴い、当該ターミナルに乗り入れ[7]。
  - 11月1日：ダイヤ改正実施。13往復（東武・京成・千交各3往復、西武・国際各2往復）に減便される。さらに、大宮（さいたま）発のさいたま新都心駅西口経由便を1本減便し、早朝2便のみに縮小（成田空港発は従来通り、全便さいたま新都心駅西口を経由）。
- 2020年4月16日：新型コロナウイルス感染症の影響により、この日より当面の間全便運休となる。
- 2023年7月14日：この日より運行を再開[8]。1日5往復、さいたま新都心は全便通過。
- 2024年4月1日：利用状況が芳しくないため、再び全便運休[2]。

## 車両
5社とも、直結クーラー装備によりホイールベース間床下がすべてトランクとなった空港リムジン仕様のトイレ付40人乗りハイデッカーが使用されている。
運行当初はシルバーメタリックに白帯を斜めに入れた6社共通カラーであったが、1991年にJRバス関東が自社カラーでかしま号と共通の予備車（日野・セレガ）を導入しており、その後は車両代替時に他路線との共通化という観点から自社カラーに戻した事業者が多く、最後まで専用車が残っていた東武バスウエストも2008年秋で代替されて全廃となっている。また、運行開始当初は国際興業のみスーパーハイデッカー（いすゞ・スーパークルーザー）で、リムジン仕様ではなかったが、車両代替時にリムジン仕様のガーラとなった。
1990年代に国際興業のONライナー仕様車を繁忙期に大宮 - 大阪間の夜行高速バス「サテライト号」（後にやまと号埼玉線へ事実上の統合、現在は廃止）の増発に回した際、後部の「OMIYA - NARITA」の表記に「OMIYA - OSAKA」のシールを貼って運行したことがある。

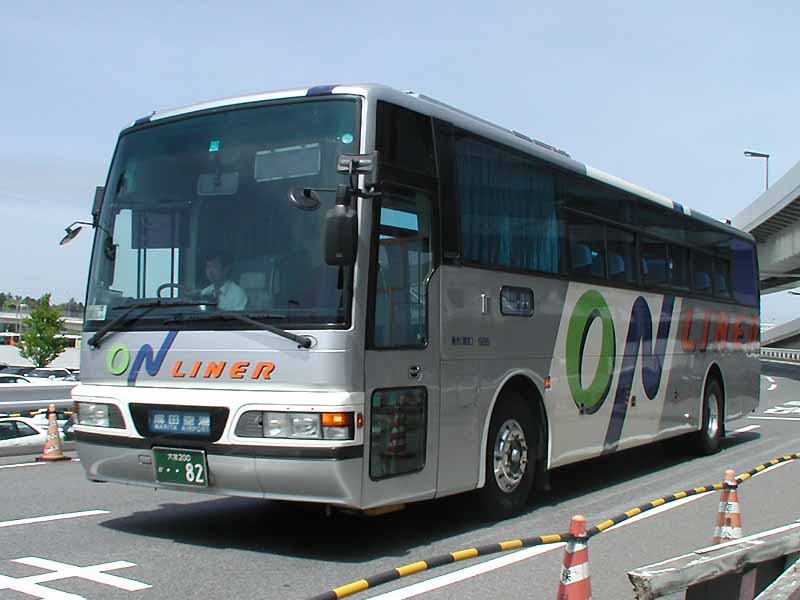
ONライナー専用色時代の西武バス 1955
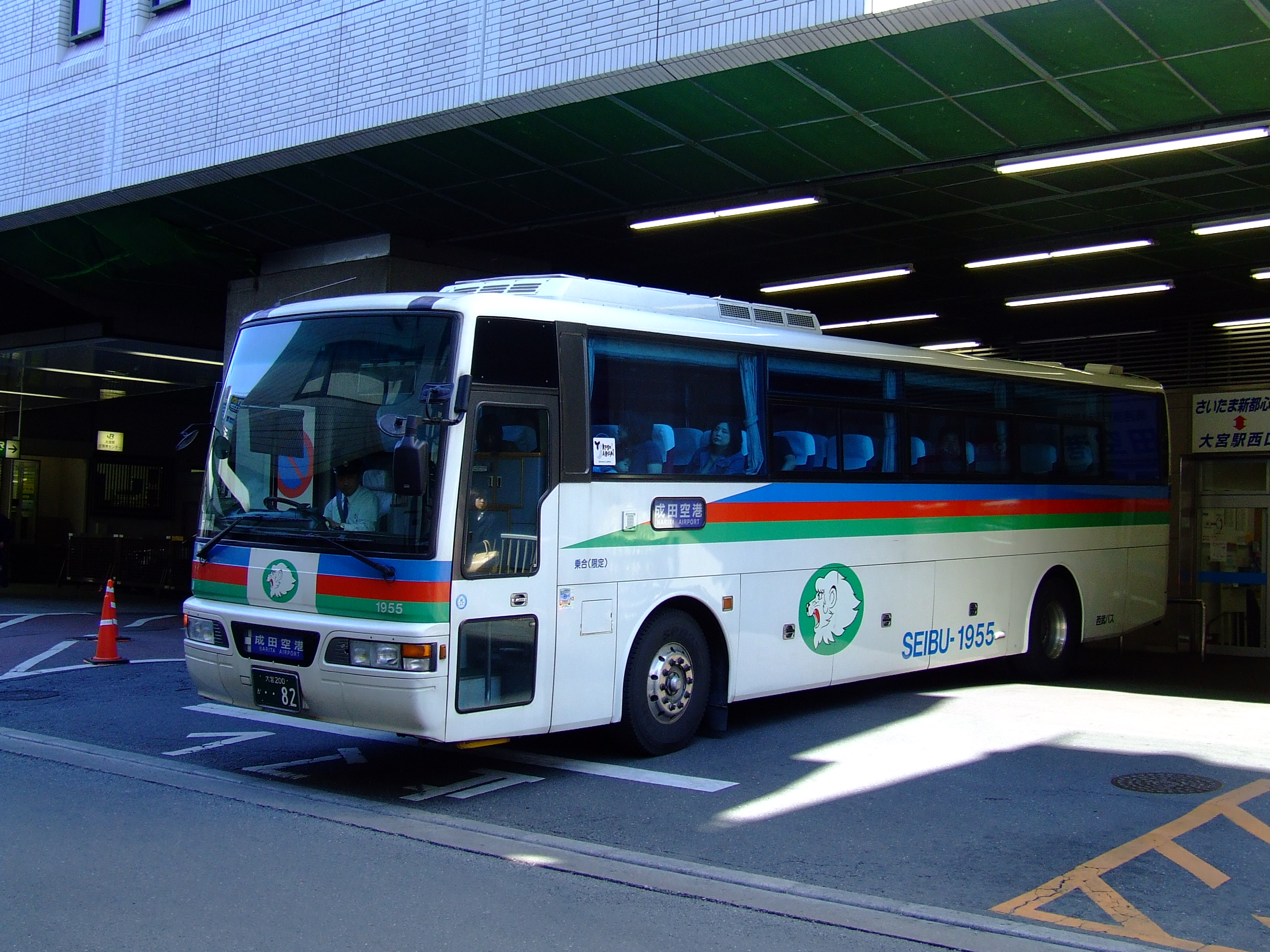
自社カラーに戻された西武バス 1955
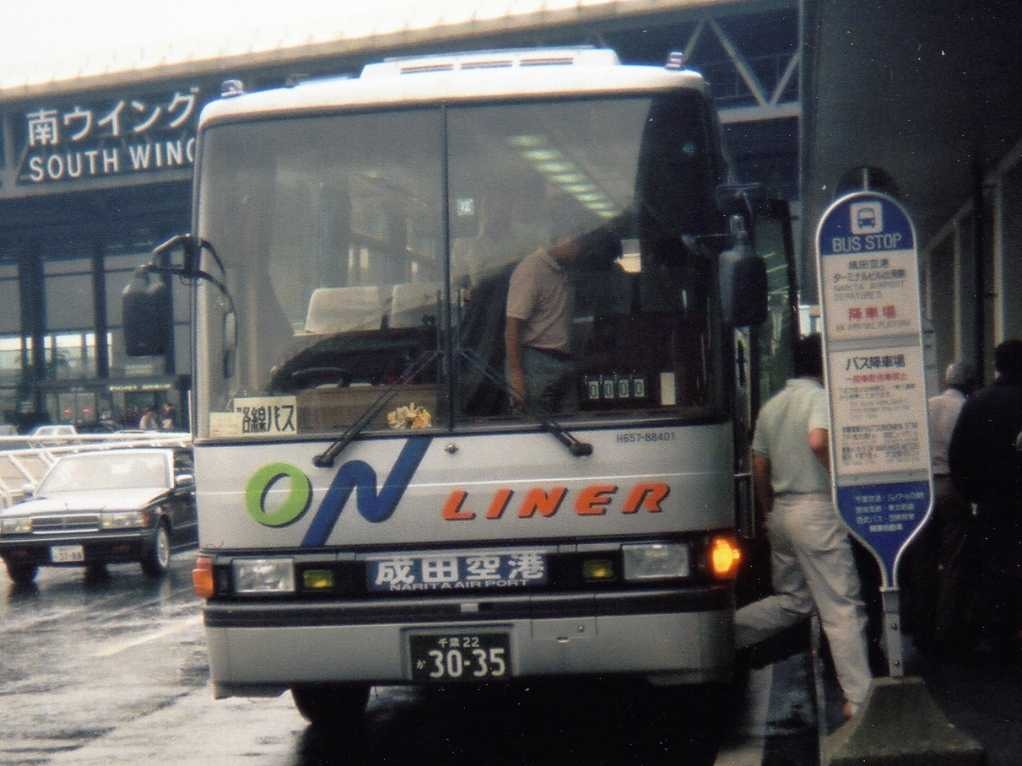
ONライナー専用色時代のJRバス関東担当便 H657-88401
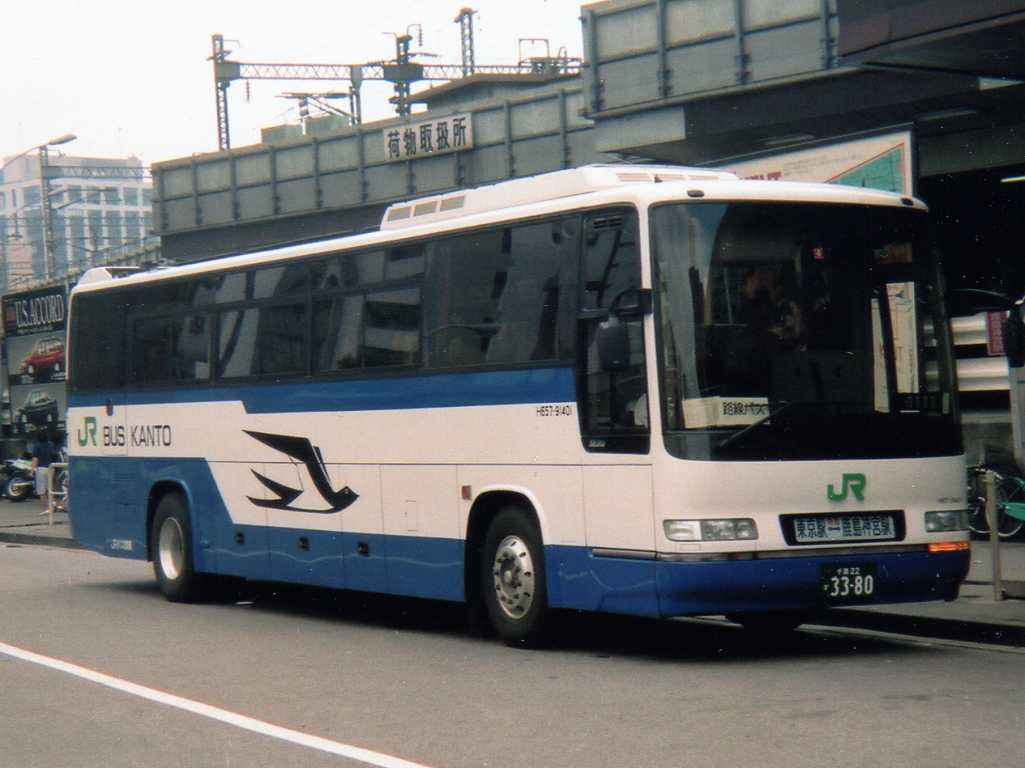
「かしま号」に運用されたJRバス関東の共通予備車 H657-91401
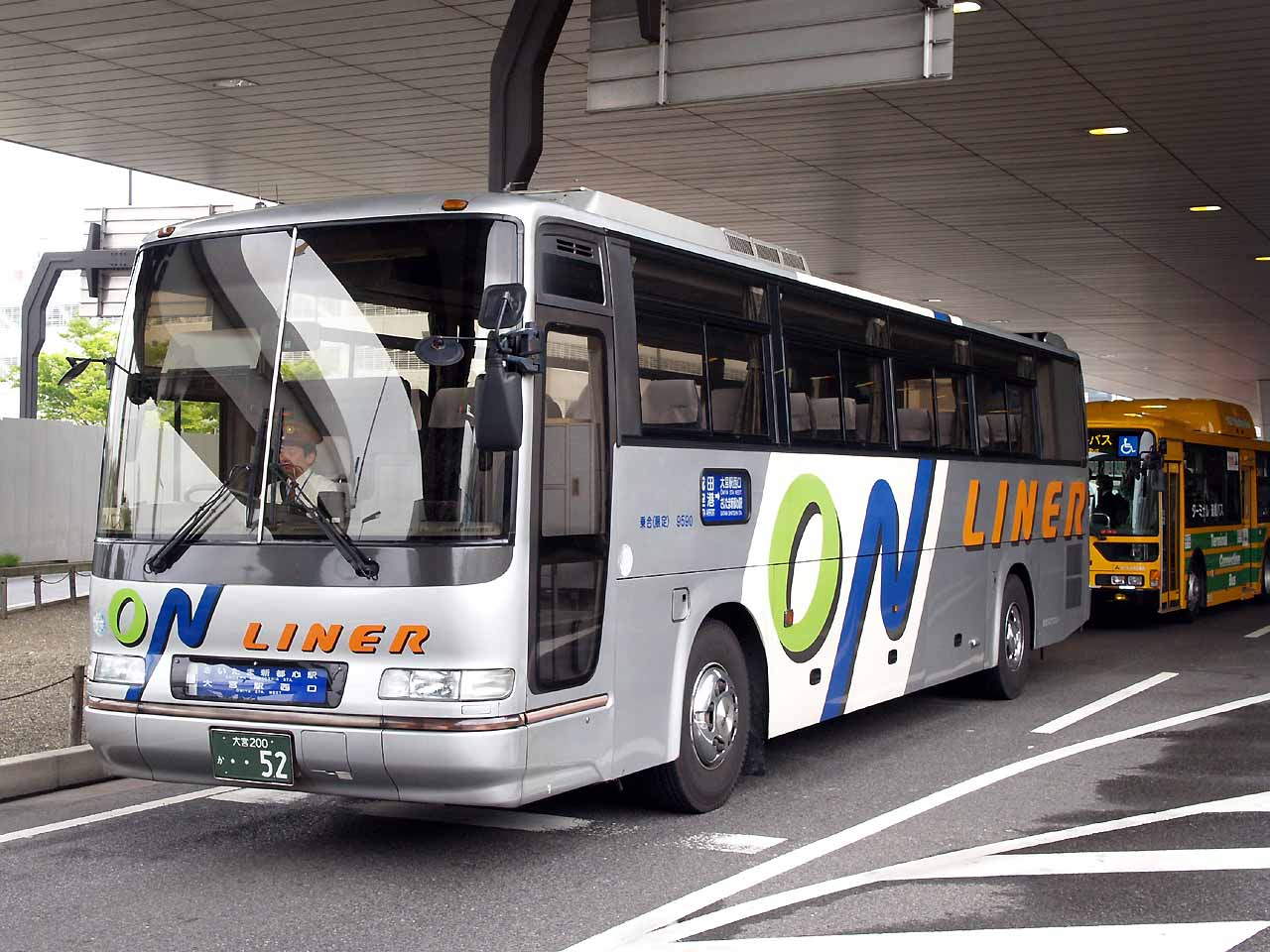
ONライナー号専用車 東武バスウエスト 9590（現在は標準色に戻され、東武バス日光に移籍）

## 特記事項
- 東武トップツアーズでは、ONライナー片道運賃を含めた「成田東武ホテルエアポート」の宿泊プランを発売していた。搭乗前日に宿泊し、ゆとりをもって翌朝便に搭乗するために設定されたプランである[9]。